# Гейгер, Людвиг Карл
Людвиг Карл Гейгер (нем. Ludwig Carl Geiger; 1882—1966) — немецкий физик и сейсмолог швейцарского происхождения; разработал метод определения эпицентра землетрясения.

## Биография
Родился  16 сентября 1882 года в Базеле в семье фармацевта, доктора Фридерика Гейгера и его жены, Элизабет Гейгер (урождённой Kнапп).
Изучал физику, математику, астрономию и химию в Базеле. После трех семестров он переехал в Берлин, а затем в Гейдельберг, где проучился по одному семестру. Образование окончил в Геттингене, где проводил экспериментальную работу в Институте математической физики вместе с профессором Вольдемаром Фойгтом. Здесь продолжил заниматься атомной физикой и спектроскопией.
1 января 1913 года Гёттингенская академия наук пригласила Гейгера для работы в качестве астронома-наблюдателя по геофизике и метеорологии в обсерваторию на Самоа в течение одного года, где он пробыл дольше из-за начавшейся Первой мировой войны. В то время Самоанские острова в южной части Тихого океана были немецкой колонией, называемой протекторатом. В марте 1915 года он покинул остров и возвратился в Базель. Поскольку он не мог получить должность
геофизика, Гейгер полностью изменил свою профессию, став менеджером на фармацевтическом заводе своего брата.
Вместе с Эмилем Вихертом Гейгер впервые использовал способ, который сегодня известен как метод Вихерта-Херглотца (или Херглотца-Вихерта), чтобы определить скоростную структуру в недрах Земли.
Умер 26 ноября 1966 года в Базеле.
Был женат с 1907 года на Else Flügel, в семье было два сына (родились в 1908 и 1909 годах).